# Lóránd Fülöp
Lóránd Levente Fülöp (sinh ngày 24 tháng 7 năm 1997) là một cầu thủ bóng đá người România thi đấu ở vị trí tiền vệ cho Botoșani.
Anh trai của anh, István Fülöp cũng là một cầu thủ bóng đá.